# Paulie – gadający ptak
Paulie – gadający ptak (ang. Paulie) – amerykański film familijny z 1998 roku. 

## Treść
Marie, która jako dziecko bardzo się jąkała, przezwyciężyła tę wadę wymowy dzięki pomocy Pauliego, papugi, którą dziewczynka wychowywała od pisklęcia i którą nauczyła mówić. Jej mama i ojciec jednak doszli do wniosku, że Marie jest za bardzo związana z papugą i nie nauczy się nawiązywać relacji z ludźmi. Postanawiają więc pozbyć się ptaka. Jednak papuga postanawia powrócić do właścicielki.

## Główne role
- Jay Mohr –
  - Paulie (głos),
  - Benny
- Tony Shalhoub – Misha Vilyenkov
- Hallie Kate Eisenberg – Marie Alweather
- Gena Rowlands – Ivy Alweather
- Matt Craven – Warren Alweather
- Laura Harrington – Lila
- Cheech Marin – Ignacio
- Tia Texada –
  - Lupe (głos),
  - Ruby
- Bruce Davison – doktor Reingold
- Bill Cobbs – Virgil
- Buddy Hackett – Artie
- Trini Alvarado – dorosła Marie Alweather